# Delilah (robotrepülőgép)

A Delilah egy kisméretű robotrepülőgép, amelyet az izraeli Elbit Systems vállalat fejleszt és gyárt. A fegyver GPS/INS navigációt és infravörös elektrooptikai rávezetést alkalmaz 30 kilogrammos harcirészének célba juttatására. A Delilah maximális hatótávolsága mintegy 250 kilométer, indítható levegőből, földről (Delilah-GL), hajóról (Delilah-SL) és helikopterről (Delilah-HL). A robotrepülőgép folyamatos kapcsolatot tart fent az indító jármű személyzetével és akár 22 percet is körözhet egy adott terület felett megfelelő célpont után kutatva. A fegyvert egyelőre csak az Izraeli Védelmi Erőnél rendszeresítették.

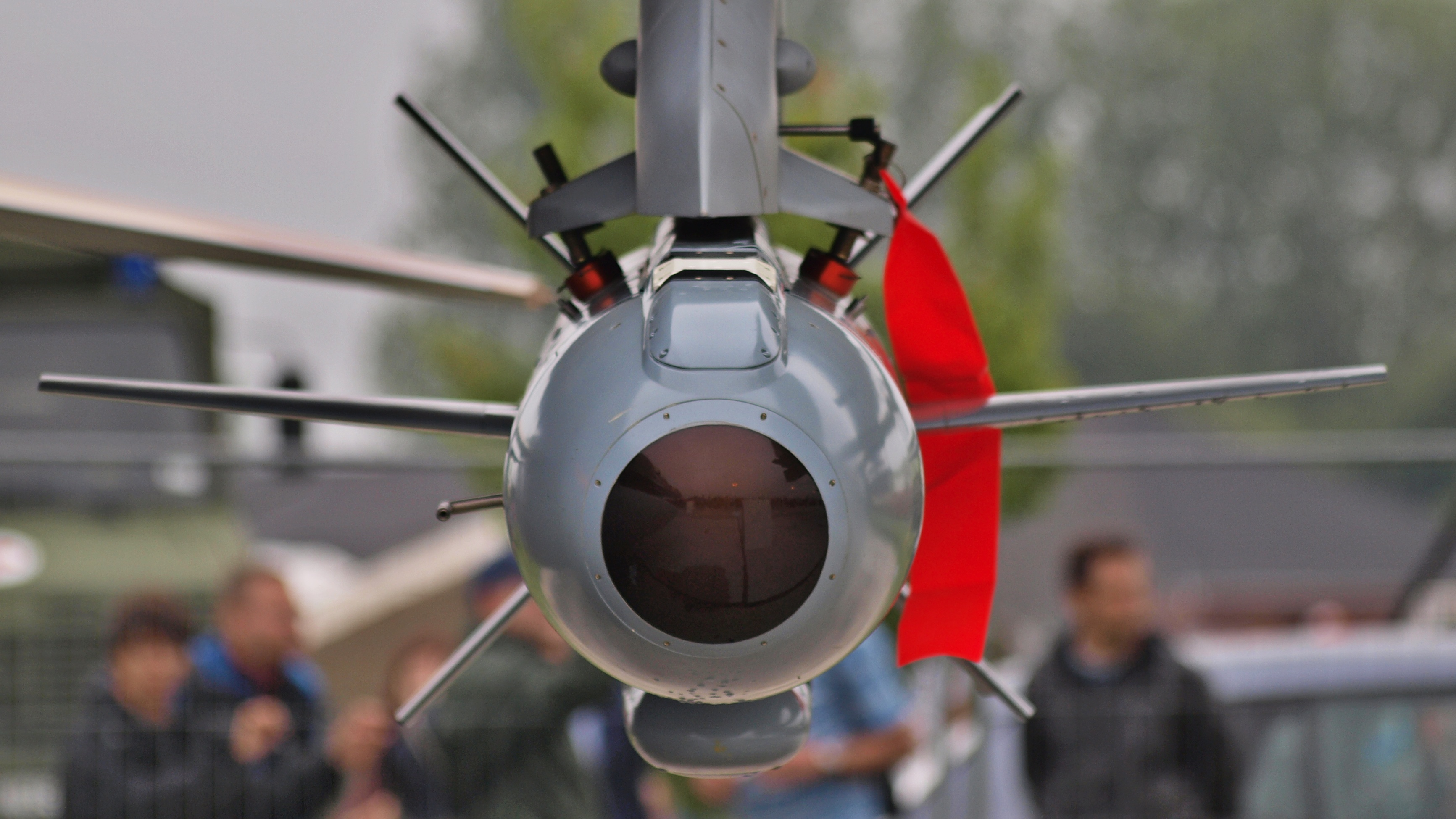
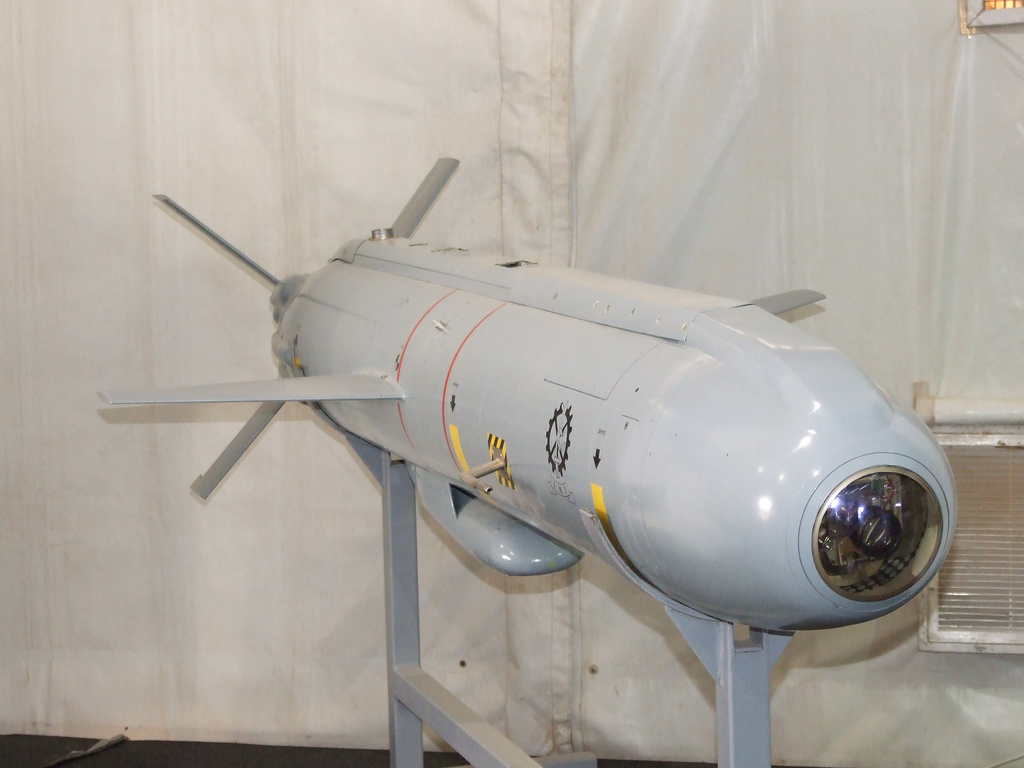
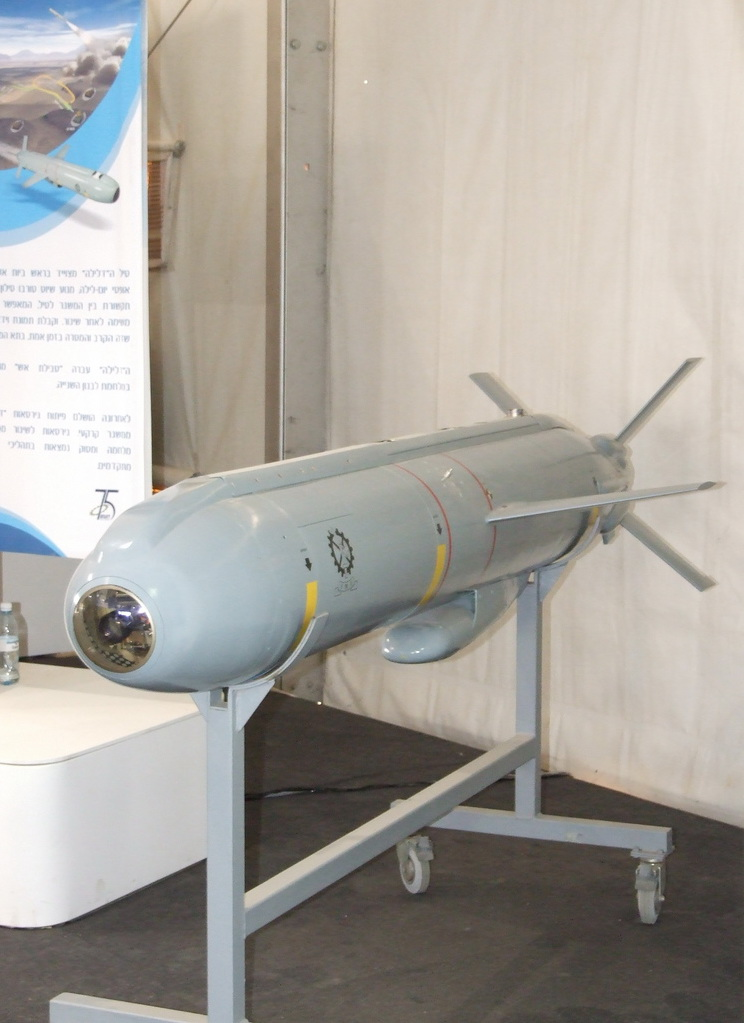